# Марк Лициний Приват
Марк Лици́ний Прива́т (лат. Marcus Licinius Privatus; конец II — начало III веков) — древнеримский вольноотпущенник, живший в Остии, о подробностях жизни которого известно благодаря сохранившемуся надгробию.

## Биография
Марк Лициний Приват родился рабом, а затем был освобождён. Незадолго до конца II века нашей эры он стал президентом ассоциации каменщиков. Позднее для получения должности в декурионате пожертвовал городу 50 000 сестерциев, что также обеспечило ему биселлиум в театре. Марк Лициний Приват был также с 203 по 207 годы руководителем ассоциации пекарей, которая после его смерти воздвигла в его честь мраморную статую, которая не сохранилась, но остался её пьедестал с хорошо читаемым текстом.